# Asura melanoleuca
Asura melanoleuca là một loài bướm đêm thuộc phân họ Arctiinae, họ Erebidae.